# 黑鰭角魴鮄
黑鰭角魴鮄，為輻鰭魚綱鮋形目牛尾魚亞目角魚科的其中一種，分布於澳洲及印尼海域，棲息深度可達500公尺，體長可達15公分，為底棲性魚類，生活在大陸棚，屬肉食性。

## 擴展閱讀
維基物種上的相關：黑鰭角魴鮄